# Ramil (Boqueijón)
Ramil es una localidad española situada en la parroquia de Lestedo, del municipio de Boqueijón, en la provincia de La Coruña, Galicia.

## Demografía
| Gráfica de evolución demográfica de Ramil entre 2011 y 2018 |
|                                                             |
| Datos según el nomenclátor publicado por el INE.            |